# Ulrich I. (Hanau)

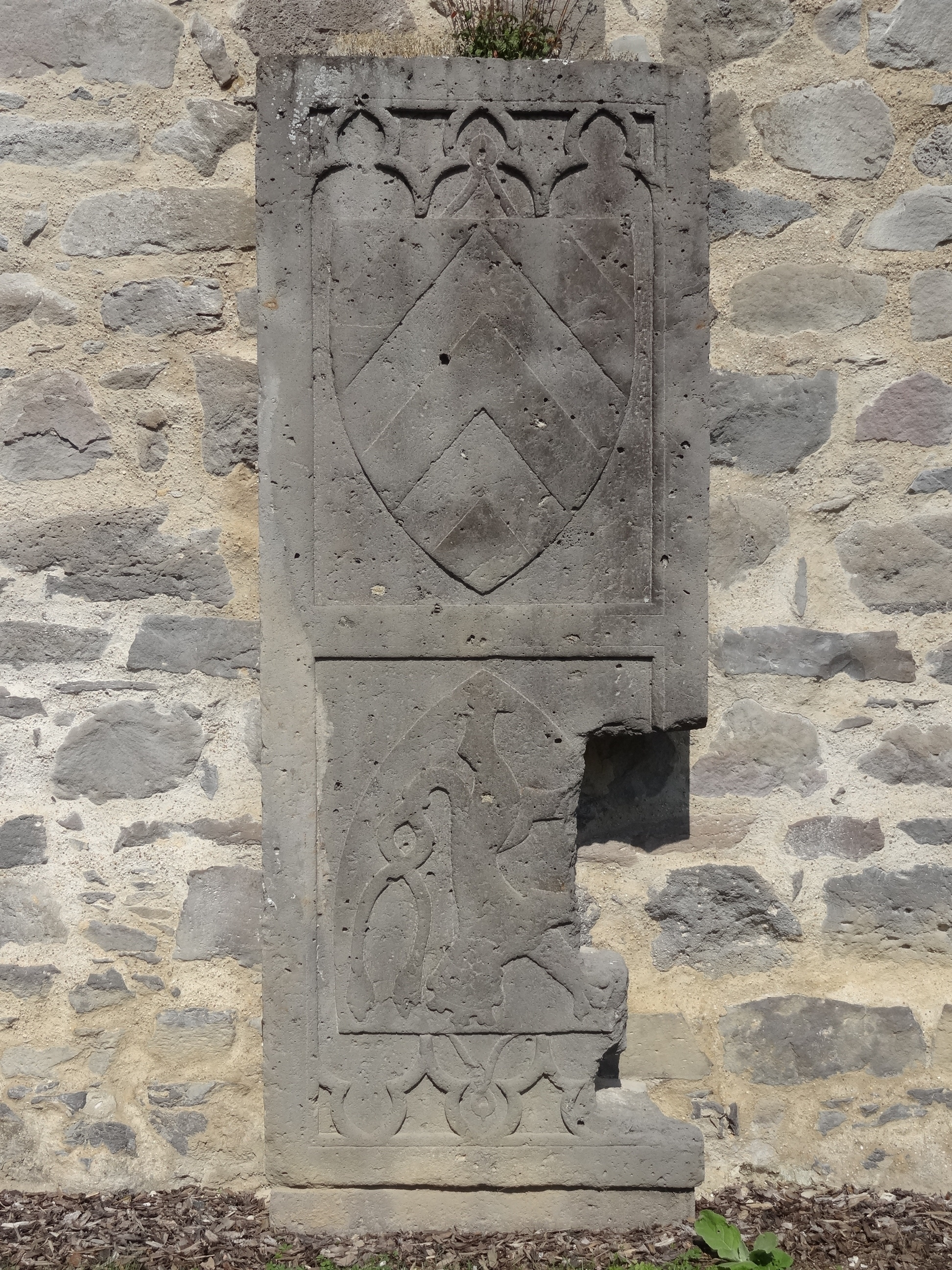
Grabplatte von Ulrich I. von Hanau (Zuweisung nicht gesichert) im Kloster Arnsburg

Ulrich I. von Hanau (* 1255/60; † 1305/06) war Herr von Hanau und folgte darin seinem Vater Reinhard I. von Hanau 1281.

## Abstammung
Ulrich I. war der älteste Sohn Reinhards I. von Hanau, seine Mutter Adelheid war eine Schwester Ulrichs II. von Hagen-Münzenberg. Seinen bis dahin in der Familie derer von Hanau nicht gebräuchlichen Namen erhielt er von seinem Großvater mütterlicherseits.
Über das Geburtsjahr Ulrichs I. gibt es keine Angaben. Aus dem Jahr 1272 stammt seine älteste erhaltene urkundliche Erwähnung. Seit 1275 tritt Ulrich neben seinem Vater in Urkunden auf, 1276 erstmals selbständig, ab 1277 ist er regelmäßig an Urkunden beteiligt, die Hanau betreffen. Wegen der damals in der Regel mit 18 Jahren eintretenden Volljährigkeit erschließt sich daraus ein Geburtsjahr im Bereich 1255/60.

## Familie
Am 2. Oktober 1272 wurde Ulrich I. mit Gräfin Elisabeth von Rieneck (ca. * 1260; † um 1300), Tochter des Grafen Ludwig III. von Rieneck, verlobt. Beide waren noch Kinder oder Jugendliche, denn die Hochzeit sollte erst innerhalb von sechs Jahren erfolgen. Hintergrund dieser für Ulrich I. sowohl ständisch als auch materiell sehr vorteilhaften Verbindung war die Auseinandersetzung der Mainzer Erzbischöfe mit den Grafen von Rieneck um die Macht im westlichen Spessart. Hier stand der Vater Ulrichs I., Reinhard I., auf der Seite der Erzbischöfe, die den lange anhaltenden Konflikt 1271 unter dem Erzbischof Werner von Eppstein für sich entscheiden konnten. Teil des Friedensschlusses war, dass Elisabeth mit reicher Aussteuer, zu der unter anderem die Stadt Steinau an der Straße gehört, mit Ulrich I. zunächst verlobt, später verheiratet wird. Diese Aussteuer stärkte die Position Ulrichs I. erheblich. Deren genauer Umfang lässt sich nicht mehr feststellen – die Urkunden darüber sind verloren. Allerdings scheint, da die Familie der Mutter des Bräutigams, die Familie Hagen-Münzenberg, „nur“ eine Ministerialenfamilie war, die Bedingung gewesen zu sein, dass dieser „Makel“ hinsichtlich der Ebenbürtigkeit Ulrichs I. zunächst getilgt wurde. Am 25. Oktober 1273 erhob König Rudolf I. Adelheid in den Adelsstand.
Gemeinsame Kinder von Ulrich und Elisabeth waren:
1) Ulrich II.
2) Adelheid (erwähnt ab 1306; † vor 1325) heiratete vor 1315 Konrad V. von Weinsberg (* vor 1301; † 1328, bestattet in Lichtenstern). Aus dieser Ehe gingen hervor:
- Else († 1368). Sie heiratete am 21. März 1334 Hartmut V. von Cronberg († 24. September 1372)[3]
- Lukard, Nonne im Kloster Patershausen

Konrad V. von Weinsberg heiratete in zweiter Ehe 1326 Luckardis von Breuberg.
3) Konrad, Pfründner des Klosters Fulda (erwähnt 1343; † nach 1352). In der älteren Literatur ist seine Zugehörigkeit zum Haus Hanau umstritten. Allerdings siegelt er mit dem Hanauer Wappen.
4) Margarethe ist eine unzutreffende Zuordnung in der älteren Literatur, die als Ehefrau des Grafen Gerhard von Katzenelnbogen (erwähnt: 1292; † 1312) genannt wird. Tatsächlich handelt es sich bei ihr um eine Gräfin von der Mark. Da die Urkunde, auf der die Nachricht beruht, noch mehr Fehler enthält, ist von einer Fälschung auszugehen.

## Regierungszeit
Mit dem Tod seines Vaters im Jahr 1281 übernahm Ulrich I. die Herrschaft Hanau. Er konnte in seiner Regierungszeit das Gebiet der Herrschaft erheblich erweitern.
Ulrich I. war als Vormund für Graf Ludwig von Rieneck-Rothenfels tätig und konnte von diesem 1298 die Anwartschaft auf dessen Mainzer Lehen erwerben. Er hat wohl auch die Vormundschaft für seine Neffen Reinhard und Heinrich von Weinsberg wahrgenommen.

### Münzenberger Erbschaft
Zum einen war er über seine Mutter mit 1/6 an dem reichen Münzenberger Erbe beteiligt. Die Erbschaft umfasste einen entsprechenden Anteil von Münzenberg, Burg und Amt, Assenheim, Heuchelheim, Dudenhofen, Münster, Werlachen, die Burg Hayn in der Dreieich und dem Wildbann Dreieich. Durch die Mitgift seiner Mutter war bereits das Amt Babenhausen mit Teilen des Bachgaus und die Hälfte von Umstadt zur Herrschaft Hanau gekommen. Weiter brachte das Erbe Adelheids Vilbel und ¼ von Praunheim an Hanau. Der selbstverständlich aus einer solchen Erbschaft resultierende Streit der Erben konnte – was Hanau betraf – 1288 weitgehend beigelegt werden.
Die wirtschaftliche Position des Hauses Hanau war so recht stark. Vorübergehend konnten als Pfandschaften erworben werden: Burg und Dorf Ortenberg, Burg Birstein, Orb und (Besen-)Kassel. Dadurch wurde eine Landbrücke zur bis dahin von der Herrschaft isoliert liegenden hanauischen Stadt Steinau an der Straße geschaffen und die Interessensphäre Hanaus ins obere Kinzigtal vorgeschoben.

### Ausgleich
Ulrich I. sicherte seine Herrschaft auch durch Verträge mit Nachbarn. Er legte 1290 einen langjährigen Streit mit dem Bistum Würzburg bei und schloss 1303 einen Bündnis- und Öffnungsvertrag mit Frankfurt am Main, dem Auseinandersetzungen vorangegangen waren. 1304 folgt ein Bündnis mit Pfalzgraf Rudolf I. bei Rhein.

### Territoriale Verluste
Verloren ging allerdings der Bachgau. Schon Reinhard I. hatte ihn 1278 an den Erzbischof von Mainz abgeben müssen. Nach dem Tod des Erzbischofs Werner von Eppstein zog König Rudolf den Bachgau zugleich mit der Abtei Seligenstadt ein und übergab ihn Ulrich I. zur Verwaltung. König Adolf von Nassau sprach den Bachgau 1292 dem Erzbischof zu, wohl ein Kompensationsgeschäft für dessen Stimme bei der Königswahl, was Ulrich I. aber offensichtlich ignorierte. Die aus dem Streit um den Bachgau entstehende Fehde zwischen Ulrich I. und dem Mainzer Erzbischof Gerhard II. von Eppstein – wohl 1298 – scheint sehr heftig gewesen zu sein. Ulrich I. wurde militärisch geschlagen und vom Erzbischof in Bingen gefangen gesetzt. Ulrich I. kam zwar bald wieder frei, der Bachgau aber war für Hanau größtenteils verloren. Nur die Dörfer Langstadt, Schlierbach und Schaafheim sowie zahlreiche vereinzelte Rechte im Bachgau blieben Hanau erhalten.
Ulrich I. verpfändete kurzfristig Teile der Münzenberger Erbschaft an die Münzenberger Miterben, die Herren von Falkenstein, nämlich seine Anteile von Münzenberg, Assenheim und 1303 auch die Juden in diesen beiden Orten und in Nidda, die er selbst als Pfand des Königs hielt. Vermutet wird Geldbedarf anlässlich der Teilnahme Ulrichs I. an dem Feldzug König Albrechts I. gegen den Mainzer Erzbischof 1301/1302. In der Folge kam es dann wegen der Eigentumsfrage und dem Rückerwerb dieser Stücke durch Hanau zu einer längeren Auseinandersetzung mit den Falkensteinern.

### Bündnis mit dem König
Ulrich I. war sehr königsnah und beteiligte sich an einer Zahl von königlichen Heerzügen und Hoflagern:
- 1277 im Kampf gegen König Ottokar von Böhmen
- 1286/87 gegen Graf Eberhard von Württemberg
- 1288 gegen Graf Reinald von Mömpelgard-Burgund
- 1289 in Erfurt
- 1294 in Thüringen
- 1298 gegen Albrecht von Österreich. Der gewann den Krieg allerdings mit der Schlacht bei Göllheim und setzte auch Ulrich I. gefangen. Der scheint daraufhin schnellstens auf die Seite des Siegers umgeschwenkt zu sein, denn spätestens ab 1300 findet er sich im Gefolge des nunmehrigen Königs Albrecht I.
- 1301/1302 beteiligt er sich an einem Feldzug des Königs gegen den Mainzer Erzbischof. Der Sieg des Königs brachte Ulrich I. die Reichslehen und Pfandschaften des Gerlach von Breuberg ein, die in und bei den Reichsstädten Frankfurt und Gelnhausen lagen, so dass Ulrich I. in diesen Städten Fuß fassen konnte. Darüber hinaus erhielt er die Gerichte Gründau und Selbold.
- 1305 gegen Böhmen
- 1305 erneut gegen Graf Eberhard von Württemberg

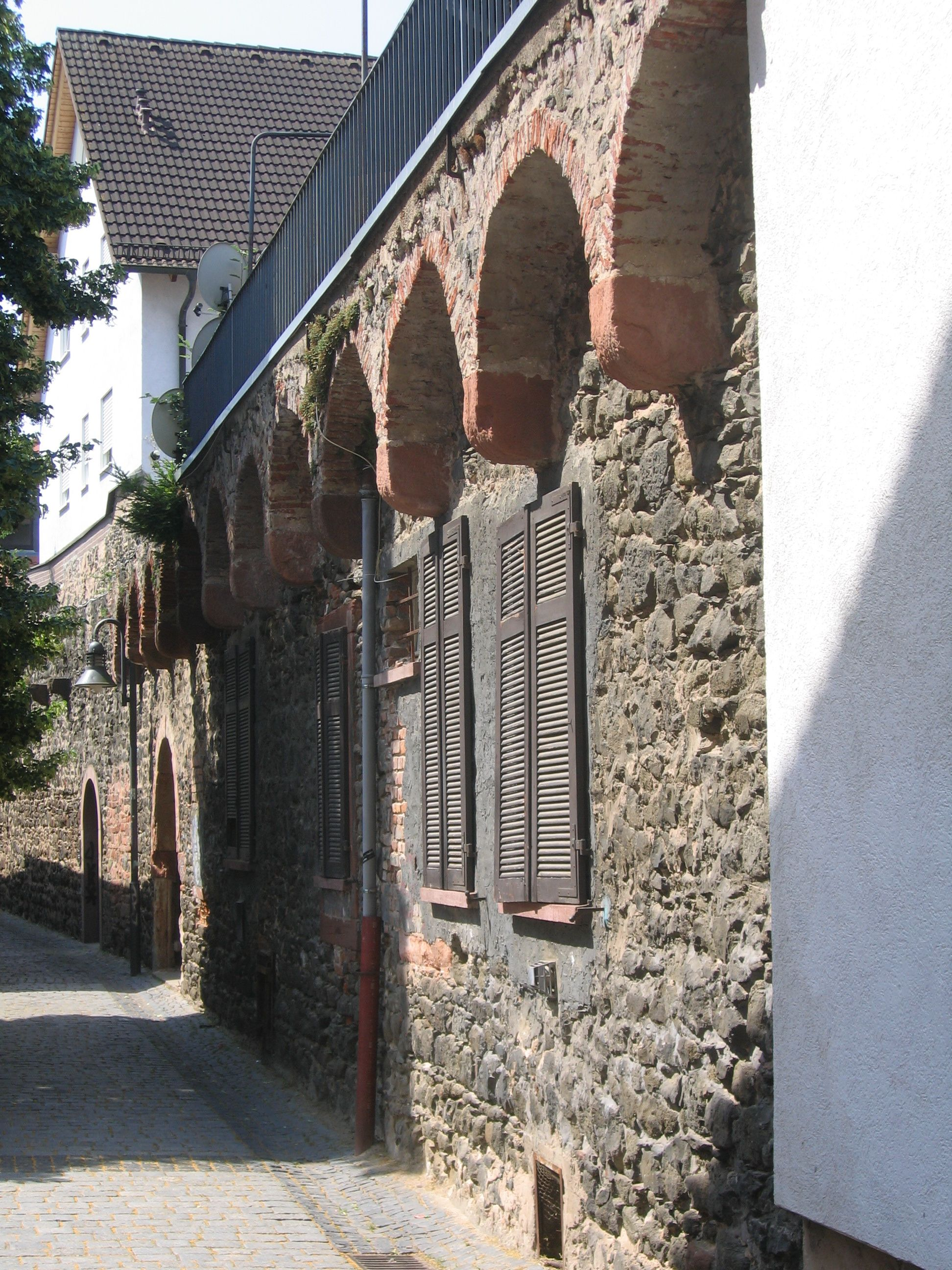
Stadtmauer der Hanauer Altstadt

Die Königsnähe brachte ihm Vorteile für die eigene Herrschaft. So erreicht er für vier Orte seiner Herrschaft Stadtrechte:
- am 5. August 1288 verlieh König Rudolf I. dem Hanauer Ort Windecken die Rechte und Freiheiten von Frankfurt;
- am 4. Juli 1290 erhielt Steinau an der Straße das Stadtrecht Gelnhausens;
- am 28. März 1295 erhielt Babenhausen das Stadtrecht von Frankfurt, jetzt durch König Adolf;
- und endlich am 2. Februar 1303 auch Hanau – durch König Albrecht – das Frankfurter Stadtrecht und das Marktrecht. Damit war das Recht verbunden, einen Rat mit zwei Bürgermeistern an der Spitze zu wählen, sowie die Freiheit von Leibeigenschaft („Stadtluft macht frei“). In dieser Zeit wurde mit dem Bau der ersten Hanauer Stadtmauer begonnen.

### Regionale Vertretung des Königs
1294 übertrug König Adolf die Regierung des Klosters Fulda auf Ulrich I., nachdem dort der Abt Heinrich V. nach erheblicher Misswirtschaft zurückgetreten war. Die Regierung durch Ulrich I. scheint sehr erfolgreich gewesen zu sein, denn es gelang ihm sogar, verschiedene Pfandschaften für die Abtei zu lösen.
Erfolgreich gekrönt wurde die königsnahe Politik Ulrichs I. im Jahr 1300 mit seiner Ernennung zum Landvogt („advocatus generalis et rector“) in der Wetterau. Über die Amtstätigkeit Ulrichs I. als Landvogt gibt es nur wenige Belege. Er hatte das Amt wohl bis zu seinem Tode inne. Das Amt diente dazu, die Position des Königs in dessen Auseinandersetzung mit den rheinischen Kurfürsten zu stärken. Deren Führer war wiederum der Erzbischof von Mainz. Ulrich I. eroberte und zerstörte für den König die Eppsteiner Burg Steinheim, in der sich Siegfried von Eppstein, ein Neffe des Erzbischofs, verschanzt hatte. Zu dem Amtsbezirk des Landvogts gehörten immerhin so bedeutende Städte wie Oppenheim, Boppard, Oberwesel, Frankfurt, Friedberg und Gelnhausen. Die Ernennung zum Landvogt eröffnete Ulrich I. so auch über die Grenzen seines Territoriums hinaus regionalen Einfluss. Prägnantestes Beispiel dafür ist, dass Ulrich I. in seiner Funktion als Landvogt als erster Hanauer Herr für das Gebiet des Bornheimerbergs tätig wurde, ein Gebiet, das später größtenteils zum Hanauer Territorium zählte und halbkreisförmig den Norden der Stadt Frankfurt umgab.

## Tod
Ulrich I. verstarb Ende des Jahres 1305 oder Anfang des Jahres 1306. Er wurde im Kloster Arnsburg begraben.